# ジ・オウ

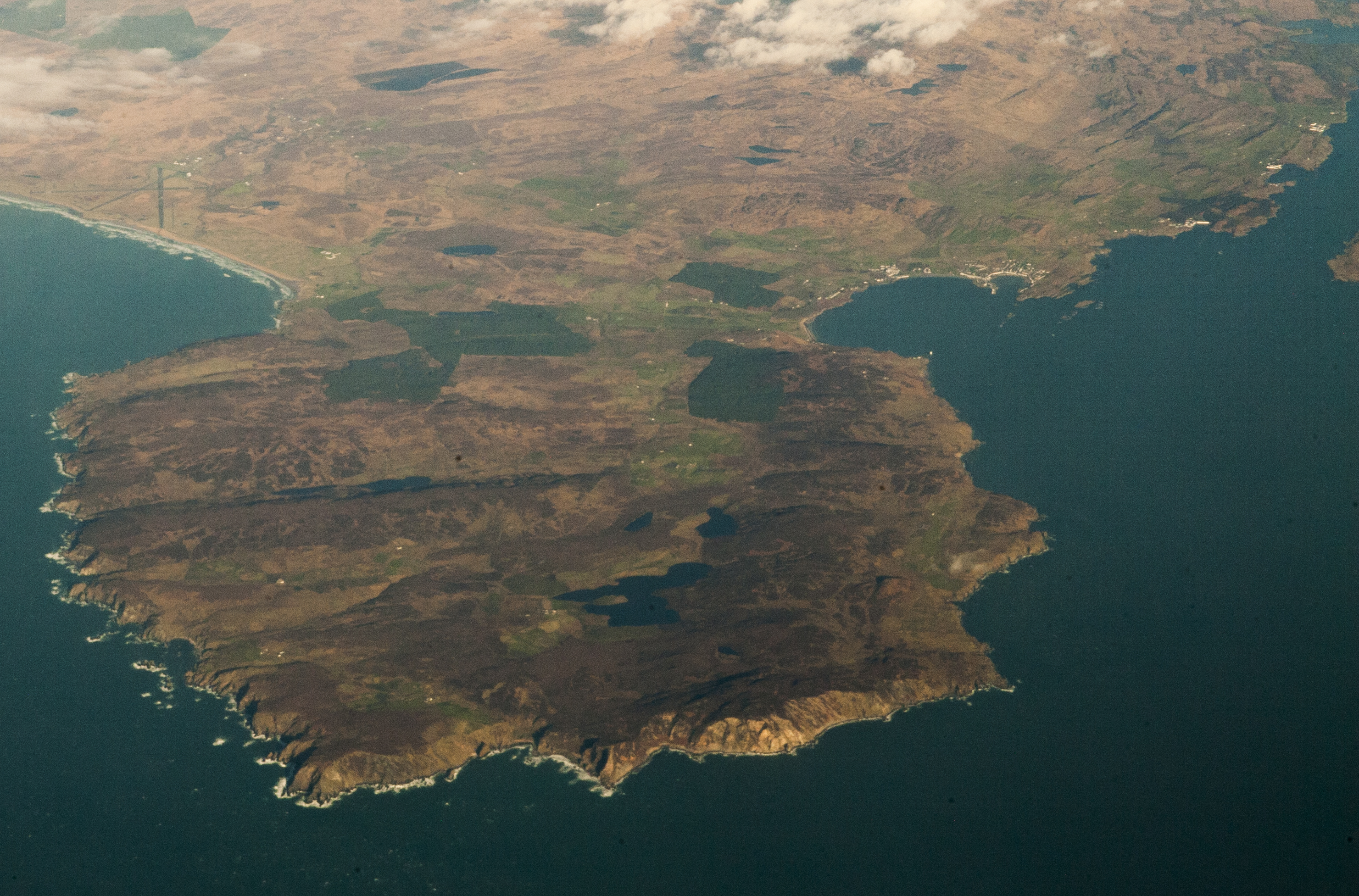
ジ・オウ半島の空撮、2014年。湾に面したポート・エレンの市街が画面右上に見える。左上にはアイラ島空港（アイレイ空港）が見える。

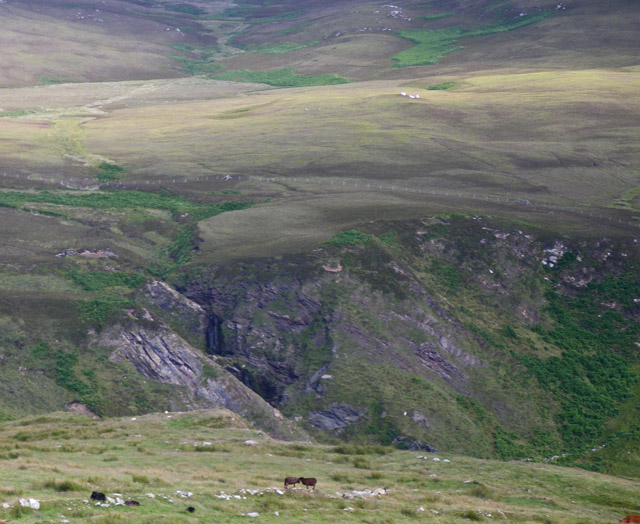
オア岬 (the Mull of Oa) の滝。

ジ・オウ（英語: The Oa、Oa の発音は [ˈoʊ] OH、スコットランド・ゲール語: An Obha）は、スコットランド西部アーガイルのアイラ島（アイレイ）の南西部に広がる岩場。英国王立鳥類保護協会 (RSPB) の自然保護区である。
この地域は、ほとんど独立した島同然の場所であり、最も標高が高いベイン・モール (Beinn Mhòr) は海抜202メートル (663 ft)で、南側に位置している。かつては地域内に住民がおり、1830年当時は800人ほどが住んでいたが、ハイランド・クリアランスによって無住地となった。
オア岬 (the Mull of Oa) と称される南西側の海岸の崖の上には、第一次世界大戦中の1918年に、Uボートの魚雷攻撃で沈んだ客船 SS Tuscania と、僚船との衝突事故で沈んだ仮装巡洋艦オトラントの遭難を記念し、アメリカ赤十字社が1920年に建てた、アメリカン・モニュメント (American Monument) と呼ばれる塔状の建造物がある。
この記念塔周辺の一帯は、RSPBの自然保護区となっており、ベニハシガラス属、イヌワシ、ウズラクイナや、海鳥類を見ることができる。1,931ヘクタール (4,770エーカー) の区域がベニハシガラス属の特別保護区域となっている。晴れた日には、半島の南側からアイルランドを望むことができる。